# Battaglia di Mola
La battaglia di Mola fu una battaglia combattuta a Mola di Gaeta il 4 novembre 1860 tra l'Esercito delle Due Sicilie e quello del Regno di Sardegna, susseguente all'impresa dei Mille e all'invasione del Regno delle Due Sicilie da parte di quest'ultimo.

## Storia
La battaglia si svolse durante l'assedio di Gaeta. Il generale Ettore de Sonnaz, coadiuvato da Manfredo Fanti e Giacomo Medici, comandava 8 000 soldati sabaudi contro il generale Johann Lucas von Mechel, che comandava 5 000 soldati borbonici, mentre l'ammiraglio Carlo Pellion di Persano comandava la flotta, che bombardava e mitragliava la fortezza di Gaeta. I sabaudi espugnarono Mola in posizione strategica quindi il giorno dopo arrivarono a Gaeta, che posero sotto assedio.